# Иванишевич, Горан
Го́ран Симун Ивани́шевич (хорв. Goran Simun Ivanišević; род. 13 сентября 1971, Сплит) — югославский и хорватский теннисист, победитель Уимблдонского турнира 2001 года в мужском одиночном разряде, бывшая вторая ракетка мира.
В 2010-е годы активно занялся тренерской деятельностью. С 2013 года работал с хорватом Марином Чиличем, который в 2014 году выиграл Открытый чемпионат США. Иванишевич и Чилич прекратили сотрудничество в 2016 году. После этого работал с Томашем Бердыхом и Милошем Раоничем. В июне 2019 года стало известно, что Иванишевич вошёл в тренерскую команду серба Новака Джоковича.

## Достижения
- Победитель Уимблдонского турнира 2001 года в одиночном разряде (единственный победитель в истории, попавший в основную сетку благодаря уайлд-кард от организаторов). Свою победу Иванишевич посвятил своему другу, баскетболисту Дражену Петровичу, погибшему в 1993 году
- Трёхкратный финалист Уимблдона в одиночном разряде — 1992, 1994 и 1998
- Двукратный финалист Ролан Гаррос в парном разряде — 1990 (с Петром Кордой) и 1999 (с Джеффом Таранго)
- Победитель 22 (в том числе 1 турнир Большого шлема, 1 Кубок Большого шлема и 2 турнира серии Мастерс) и финалист 27 турниров АТП в одиночном разряде
- Победитель 9 (в том числе 1 турнир серии Мастерс) и финалист 10 турниров в парном разряде
- Двукратный бронзовый призёр Олимпиады в Барселоне (в одиночном и парном (с Гораном Прпичем) разрядах)
- Был в составе сборной Хорватии, победившей в 2005 году в Кубке Дэвиса, но ни разу не вышел на корт
- В 1996 году на турнирах АТП подал за сезон 1477 эйсов — это рекорд в истории тенниса
- По данным форума MTF Иванишевич 34 раза за карьеру подавал за матч по 30 и более эйсов — лучший результат в истории тенниса
- 15 из 22 своих титулов Иванишевич завоевал на ковровом покрытии — это один из лучших результатов в мужском теннисе
- 5 раз признавался лучшим спортсменом года в Хорватии (1992, 1993, 1994, 1996, 2001)
- В 2020 году включён в списки Международного зала теннисной славы[2].

## Финалы турниров Большого шлема в одиночном разряде (4)

### Победы (1)
| Год  | Турнир    | Соперник в финале | Счёт                |
| 2001 | Wimbledon | Патрик Рафтер     | 6-3 3-6 6-3 2-6 9-7 |

### Поражения (3)
| Год  | Турнир        | Соперник в финале | Счёт                  |
| 1992 | Wimbledon     | Андре Агасси      | 7-68 4-6 4-6 6-1 4-6  |
| 1994 | Wimbledon (2) | Пит Сампрас       | 6-72 6-75 0-6         |
| 1998 | Wimbledon (3) | Пит Сампрас       | 7-62 6-79 4-6 6-3 2-6 |

## Финалы турниров Большого шлема в парном разряде (2)

### Поражения (2)
| Год  | Турнир            | Партнёр       | Соперники в финале          | Счёт    |
| 1990 | Roland Garros     | Петр Корда    | Серхио Касаль Эмилио Санчес | 5-7 3-6 |
| 1999 | Roland Garros (2) | Джефф Таранго | Махеш Бхупати Леандер Паес  | 2-6 5-7 |